# Felix Hauswirth
Felix Hauswirth (Luzern, 26 november 1955) is een Zwitsers dirigent, pianist en muziekdocent.

## Biografie
Felix Hauswirth studeerde piano, muziektheorie en orkestdirectie aan het conservatorium te Luzern. Verdere studies deed hij in de Verenigde Staten.
In 1983 doceerde hij als gastprofessor voor een semester aan der University of Michigan in Flint, Verenigde Staten. Sindsdien is hij regelmatig gastdocent en -dirigent bij verschillende universiteiten in de Verenigde Staten. Concertreizen brachten hem als gastdirigent naast de Verenigde Staten in diverse landen van Europa, Azië, Australië, Afrika en Zuid-Amerika.
In 1985 werd hij aan het conservatorium in Bazel als docent voor HaFa-directie beroepen. Vanaf 1998 is hij hoofd voor de HaFa-directie cursussen aan de Bundesakademie te Trossingen, Duitsland en vanaf 2000 doceert hij ook aan het Istituto Superiore Europeo Bandistico (I.S.E.B) te Trente, Italië.
Eveneens is hij stichter en dirigent tot 1993 van het Schweizer Jugendblasorchester. Sinds 1991 is hij artistieke leider en dirigent van het Sinfonische Jugendblasorchester Baden-Württemberg, Duitsland. Verder dirigeert hij het Harmonieorkest van de Stadtmusik Zug, Zwitserland alsook van het Züricher Blasorchester.
Hij is bestuurslid van de World Association for Symphonic Bands and Ensembles en was van 1997 tot 2001 President van deze wereldorganisatie. Van 1993 tot 2000 was hij eveneens artistiek directeur van het Internationale Festival voor hedendaagse muziek in Uster, Zwitserland. Ook behoort hij tot het bestuur van de IGEB (Internationale Gesellschaft zur Erforschung und Förderung der Blasmusik, Graz, Oostenrijk) en was verschillende jaren tweede voorzitter.
Hij is auteur van diverse boeken voor orkestdirectie en literatuur voor harmonie- en fanfareorkesten.

## Publicaties
- Der Blasorchesterdirigent 1997. (2. uitgave) 2003. 212 p. ISBN 3952127906
- Le chef d’orchestre a vent 2001.
- Il direttore dell’orchestra di fiati 2003.
- Der Blasorchesterdirigent - Arbeitsheft 1 1999. 2. Auflage 2005. 53 p. ISBN 3952189006
- 1000 ausgewählte Werke für Blasorchester und Bläserensembles Grad 4 - 6. 7. Auflage. 1986./2003. 83 p.
- 500 ausgewählte Werke für Blasorchester und Bläserensembles Grad 2 - 3. 2. Auflage. 1998./2003. 50 p.
- Programmnotizen 3. Auflage. 1997.
- Partiturstudium 2004. 80 p. ISBN 3952189065
- Gustav Holst: Leben und Werke. 1989.
- Kleine Geschichte der geblasenen Musik; 1987.

- Bibliothèque nationale de France: cb167351129 (data)
- Gemeinsame Normdatei: 1202381154
- International Standard Name Identifier: 0000 0003 9597 9954
- Library of Congress Control Number: no2008020866
- Nederlandse Thesaurus van Auteursnamen: 300939493
- Virtual International Authority File: 290796373
- WorldCat: E39PBJc7VHHVG6gRxwPdvq6h73